# Banjole
Banjole är en ort i Kroatien.  Banjole är en ort som ligger precis utanför Pula, ca 4 km. Orten tillhör staden Pula.  Den ligger i länet Istrien, i den västra delen av landet, cirka 300 km sydväst om huvudstaden Zagreb. Banjole ligger 33 meter över havet och antalet invånare är 942.
Banjole är ett väldigt populärt turistmål med många stränder runt omkring och med närhet till Premantura och Pula. 
Terrängen runt Banjole är platt. Havet är nära Banjole åt sydväst.  Närmaste större samhälle är Pula, 5,0 km norr om Banjole. 